# فرانچسکا میچلن
فرانچسکا میچلن (به انگلیسی: Francesca Michielin) (زاده ۲۵ فوریه ۱۹۹۵) خواننده ایتالیایی است.
او در مسابقه آواز یوروویژن ۲۰۱۶ نماینده ایتالیا بود .